# Notazioni per la radice quadrata
Per la radice quadrata e per altre radici sono stati usati dei simboli fin dai tempi più antichi.
In due papiri egizi la radice quadrata viene indicata con un simbolo descrivibile come una lettera gamma maiuscola con lati uguali, chiaro richiamo al lato di un quadrato.
In Brahamagupta e nei testi matematici indiani successivi, in accordo con la tendenza ad usare abbreviazioni dei termini usati discorsivamenti, la radice quadrata viene indicata premettendo al radicando la lettera c, per caranì.
Tra gli arabi, Abu'l al Qalasadi indica la radice quadrata di un numero ponendogli sopra la iniziale della parola jidr e separando questa dal numero con una linea orizzontale.
Nell'Europa medievale e rinascimentale vennero adottati simbolismi che si possono collocare in quattro gruppi i quali sono caratterizzati rispettivamente dall'uso della R (per radix), della l (per latus), del segno di radice {\displaystyle {\sqrt {.}}} e dall'uso di esponenti frazionali.
A partire da una traduzione in latino di un commento arabo del decimo libro degli Elementi di Euclide si è usata spesso la R maiuscola con l'aggiunta di un trattino obliquo che taglia la gamba destra nella sua parte inferiore. La parola radix è stata usata da Giovanni da Siviglia e Gerardo di Cremona. Spesso però questo simbolo è stato usato anche per la prima potenza della incognita dei problemi algebrici, anche da Leonardo Fibonacci e da Luca Pacioli. Talora è stata usata la r minuscola arricchita da fiorescenze e l'abbreviazione ra. La R tagliata viene usata anche da Nicolas Chuquet, De La Roche, Ghaligai. Nel XVI secolo si è avuta una netta prevalenza della R tagliata. Questa però ha perso molta importanza nel XVII secolo, pur rimanendo in uso fino alla fine del secolo. Michel Rolle per la radice quadrata di -121 scrive R.-121 con una barra superiore. Nel corso del XVII secolo si viene imponendo il simbolo odierno, ma le lettere R o r si trovano ancora fini alla fine del XVIII secolo, ad esempio attraverso varianti come rrr per radice cubica ed rr per radice quarta.
La lettera l per latus era stata introdotta nel II secolo a.C. dall'agrimensore romano Junius Nipsus e poi usata abbastanza diffusamente, ad esempio da Gerberto di Aurillac. Il suo uso è poi stato sostenuto da Peter Ramus ed è stato adottato anche da François Viète e da Henry Briggs.
Il segno odierno {\displaystyle {\sqrt {.}}} è di origine tedesca. Eulero ha congetturato che questo segno sia derivato da deformazioni della lettera r e questo parere è stato, ed è ancora ampiamente condiviso. Successivamente una accurata analisi di alcuni manoscritti ha indotto a pensare che esso derivi dal segno "." dotato di vari arricchimenti. In un manoscritto redatto intorno al 1480 vengono usati un punto anteposto al radicando per denotare radice quadrata, due punti per la radice quarta, tre punti per la radice cubica e quattro punti per la radice nona. In un altro le radici si indicano premettendo un grosso punto dotato di una coda che sale volta verso NE concava verso SW; questo segno viene seguito da lettere che distinguono le radici quadrate, dalle cubiche ecc. Un altro manoscritto algebrico, cioè riguardante la Coss, completato da Adam Ries, il quale aveva conoscenza del manoscritto del 1480, compare il simbolo ora usuale e il termine punto della radice quadrata. Il fatto che il testo di Ries fosse scritto in tedesco ne ha facilitato la diffusione in Germania ed ha contribuito al successo del segno ora usuale. L'origine del segno comunque presenta ancora aspetti controversi. L'evoluzione successiva di questo segno riguarda le diverse modalità adottate per denotare l'indice delle radici e per delimitare i radicandi. Questa notazione fu usata ampiamente da Christoph Rudolff e successivamente si diffuse in Francia dal 1551, in Italia dal 1608 per opera di Clavius, in Danimarca, in Spagna, in Inghilterra.
Va ricordato anche che Giuseppe Peano ha proposto di riservare una scrittura del tipo {\displaystyle {\sqrt {a}}} per la radice principale e usare {\displaystyle {\sqrt {*a}}} per l'insieme delle radici nel campo complesso.